# Sarcinodes derufata
Sarcinodes derufata là một loài bướm đêm trong họ Geometridae.